# Gravières
Gravières est une commune française, située dans le département de l'Ardèche en région Auvergne-Rhône-Alpes.
Ses habitants sont appelés les Gravièrois.

## Géographie

### Situation et description
Le village de Gravières est situé à quelques kilomètres des Vans, le chef-lieu du canton.
Gravières possède de belles maisons qui sont dispersées çà et là. Le centre du village est composé de la mairie, de l'école, de l'église Saint-Victor et une grande place qui occupe l'emplacement de l'ancien cimetière. La rivière Chassezac promet de rafraîchissantes baignades, les torrents cévenols de fructueuses pêches et la nature environnante d’agréables randonnées.

### Communes limitrophes
|                       | Malarce-sur-la-Thines |                        |
| Malons-et-Elze (Gard) | Gravières             | Les Salelles Chambonas |
|                       | Les Vans              |                        |

### Géologie et relief
Il est à noter que c'est au lieu-dit les Avols, sur la commune de Gravières, qu'a été découverte, en juillet 1889, la plus grosse pépite d'or trouvée en France d'un poids de 543 g.

### Climat
Pour des articles plus généraux, voir Climat d'Auvergne-Rhône-Alpes et Climat de l'Ardèche.
En 2010, le climat de la commune est de type climat méditerranéen franc, selon une étude du CNRS s'appuyant sur une série de données couvrant la période 1971-2000. En 2020, Météo-France publie une typologie des climats de la France métropolitaine dans laquelle la commune est exposée à un climat de montagne ou de marges de montagne et est dans une zone de transition entre les régions climatiques « Provence, Languedoc-Roussillon » et « Sud-est du Massif Central ».
Pour la période 1971-2000, la température annuelle moyenne est de 13,7 °C, avec une amplitude thermique annuelle de 17,6 °C. Le cumul annuel moyen de précipitations est de 1 575 mm, avec 7,9 jours de précipitations en janvier et 4,5 jours en juillet. Pour la période 1991-2020, la température moyenne annuelle observée sur la station météorologique de Météo-France la plus proche, « Les Vans-Sa », sur la commune des Vans à 4 km à vol d'oiseau, est de 13,9 °C et le cumul annuel moyen de précipitations est de 1 251,0 mm,. Pour l'avenir, les paramètres climatiques de la commune estimés pour 2050 selon différents scénarios d'émission de gaz à effet de serre sont consultables sur un site dédié publié par Météo-France en novembre 2022.

### Hydrographie
Le territoire communal est arrosé par le Chassezac, principal affluent de l'Ardèche, d'une longueur de 84,6 kilomètres et qui lui apporte ses eaux en rive droite.

### Voies de communication
La route départementale 901 (ancienne Route nationale 101) permet de rejoindre Pont-Saint-Esprit.

## Urbanisme

### Typologie
Au 1er janvier 2024, Gravières est catégorisée commune rurale à habitat dispersé, selon la nouvelle grille communale de densité à 7 niveaux définie par l'Insee en 2022.
Elle appartient à l'unité urbaine des Les Vans, une agglomération intra-départementale dont elle est une commune de la banlieue,. La commune est en outre hors attraction des villes,.

### Occupation des sols
L'occupation des sols de la commune, telle qu'elle ressort de la base de données européenne d’occupation biophysique des sols Corine Land Cover (CLC), est marquée par l'importance des forêts et milieux semi-naturels (88 % en 2018), une proportion identique à celle de 1990 (88 %). La répartition détaillée en 2018 est la suivante : 
forêts (77,2 %), zones agricoles hétérogènes (9,8 %), milieux à végétation arbustive et/ou herbacée (6,9 %), espaces ouverts, sans ou avec peu de végétation (3,9 %), zones urbanisées (2,2 %).
L'évolution de l’occupation des sols de la commune et de ses infrastructures peut être observée sur les différentes représentations cartographiques du territoire : la carte de Cassini (XVIIIe siècle), la carte d'état-major (1820-1866) et les cartes ou photos aériennes de l'IGN pour la période actuelle (1950 à aujourd'hui).

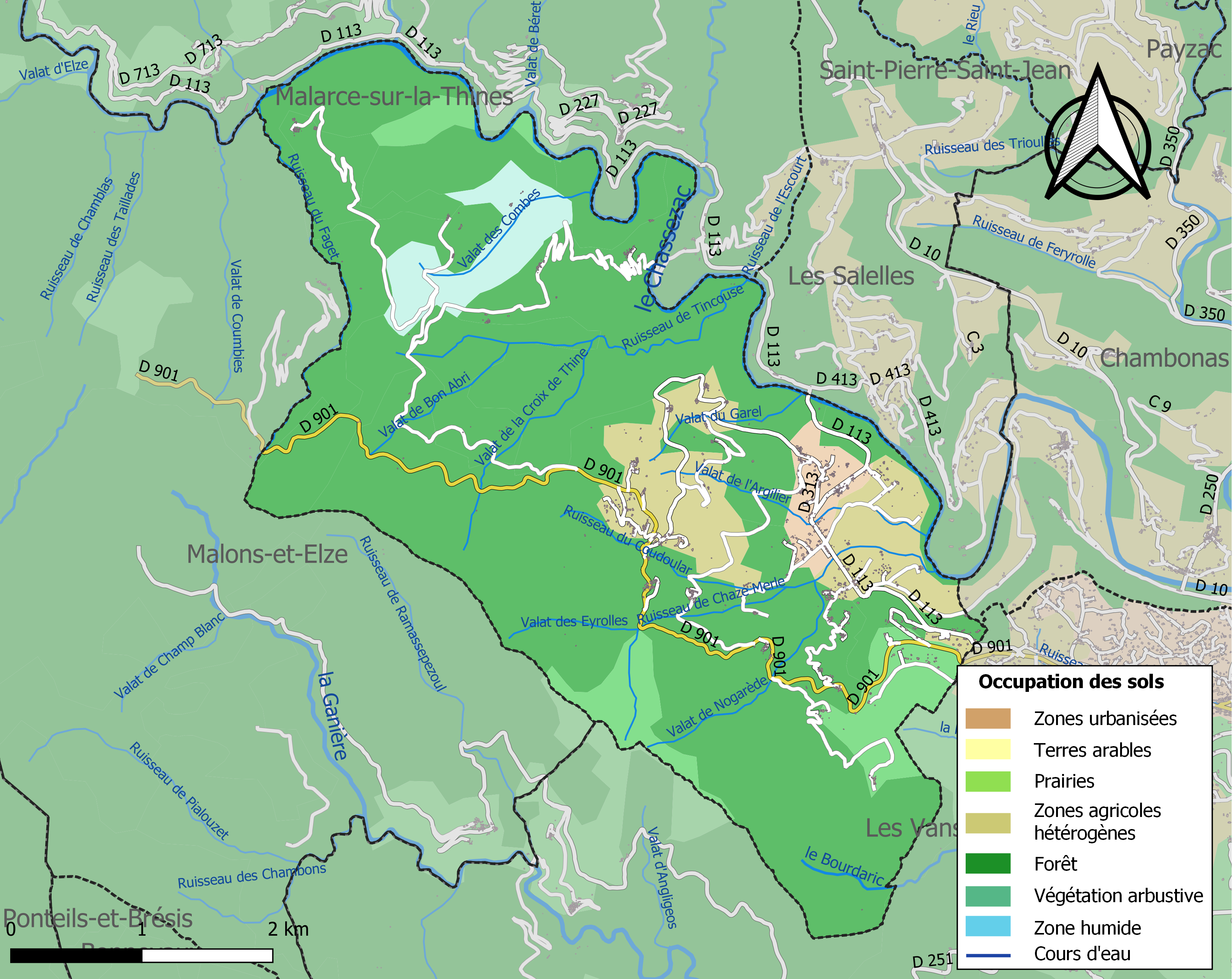
Carte des infrastructures et de l'occupation des sols de la commune en 2018 (CLC).

### Lieux-dits, hameaux et écarts
Les Alauzas ; Albournies ; les Eynès ; les Avols ; Chazalette ; la Chapelle ; Bosc ; Folcheran ; Langlade ; les Garidels, Mas de la Font ; le Mas ; le Mognard ; Montjoc ; le Pradel ; les Soliers ; Sente Nove ; Montuhar ; Mas Bonnet ; Mas Rouvier ; Paillère.

### Risques naturels

#### Risques sismiques
L'ensemble du territoire de la commune de Gravières est situé en zone de sismicité no 2 (sur une échelle de 5), comme la plupart des communes situées sur le plateau et la montagne ardéchoise, mais non loin de la bordure occidentale de la zone no 3.
| Type de zone | Niveau           | Définitions (bâtiment à risque normal) |
| ------------ | ---------------- | -------------------------------------- |
| Zone 2       | Sismicité faible | accélération = 1,1 m/s2                |

## Politique et administration

### Liste des maires
| Période                                  | Période                   | Identité           | Étiquette | Qualité                     |
| ---------------------------------------- | ------------------------- | ------------------ | --------- | --------------------------- |
| Les données manquantes sont à compléter. |                           |                    |           |                             |
| mars 2001                                | 2014                      | André Rieu         |           |                             |
| 2014                                     | En cours (au 6 août 2020) | Monique Doladille, | SE        | Retraitée de l'enseignement |

## Population et société

### Démographie
L'évolution du nombre d'habitants est connue à travers les recensements de la population effectués dans la commune depuis 1793. Pour les communes de moins de 10 000 habitants, une enquête de recensement portant sur toute la population est réalisée tous les cinq ans, les populations de référence des années intermédiaires étant quant à elles estimées par interpolation ou extrapolation. Pour la commune, le premier recensement exhaustif entrant dans le cadre du nouveau dispositif a été réalisé en 2005.

En 2022, la commune comptait 511 habitants, en évolution de +10,85 % par rapport à 2016 (Ardèche : +2,48 %, France hors Mayotte : +2,11 %).
| 1793  | 1800 | 1806 | 1821 | 1831  | 1836  | 1841  | 1846  | 1851  |
| ----- | ---- | ---- | ---- | ----- | ----- | ----- | ----- | ----- |
| 1 033 | 895  | 936  | 971  | 1 034 | 1 031 | 1 052 | 1 071 | 1 093 |

| 1856  | 1861 | 1866 | 1872 | 1876 | 1881 | 1886 | 1891 | 1896 |
| ----- | ---- | ---- | ---- | ---- | ---- | ---- | ---- | ---- |
| 1 009 | 955  | 902  | 864  | 790  | 737  | 734  | 736  | 736  |

| 1901 | 1906 | 1911 | 1921 | 1926 | 1931 | 1936 | 1946 | 1954 |
| ---- | ---- | ---- | ---- | ---- | ---- | ---- | ---- | ---- |
| 677  | 677  | 611  | 527  | 535  | 514  | 492  | 416  | 420  |

| 1962 | 1968 | 1975 | 1982 | 1990 | 1999 | 2005 | 2006 | 2010 |
| ---- | ---- | ---- | ---- | ---- | ---- | ---- | ---- | ---- |
| 436  | 459  | 400  | 381  | 369  | 369  | 345  | 351  | 411  |

| 2015 | 2020 | 2022 | - | - | - | - | - | - |
| ---- | ---- | ---- | - | - | - | - | - | - |
| 460  | 513  | 511  | - | - | - | - | - | - |

### Enseignement
La commune est rattachée à l'académie de Grenoble.

### Médias
La commune est située dans la zone de distribution de deux organes locaux de la presse écrite :
- L'Hebdo de l'Ardèche

Il s'agit d'un journal hebdomadaire français basé à Valence et couvrant l'actualité de tout le département de l'Ardèche.
- Le Dauphiné libéré

Il s'agit d'un journal quotidien de la presse écrite française régionale distribué dans la plupart des départements de l'ancienne région Rhône-Alpes, notamment l'Ardèche. La commune est située dans la zone d'édition d'Aubenas et Privas-Vallée du Rhône.
Ici Drôme Ardèche est la radio publique locale couvrant le territoire de la commune et de l’ensemble du département.

### Cultes
Les églises (propriété de la commune) et la communauté catholique de Gravières sont rattachées à la paroisse Saints Pierre et Paul de Païolive, elle-même rattachée au diocèse de Viviers.

## Culture locale et patrimoine

### Patrimoine religieux
- L'église Saint-Victor de style gothique comprenant un retable de l'arbre de Jessé en calcaire de Barjac, étudié par Robert Saint-Jean .
- Le sanctuaire de Notre-Dame-de-Lourdes (ou Rosaire)

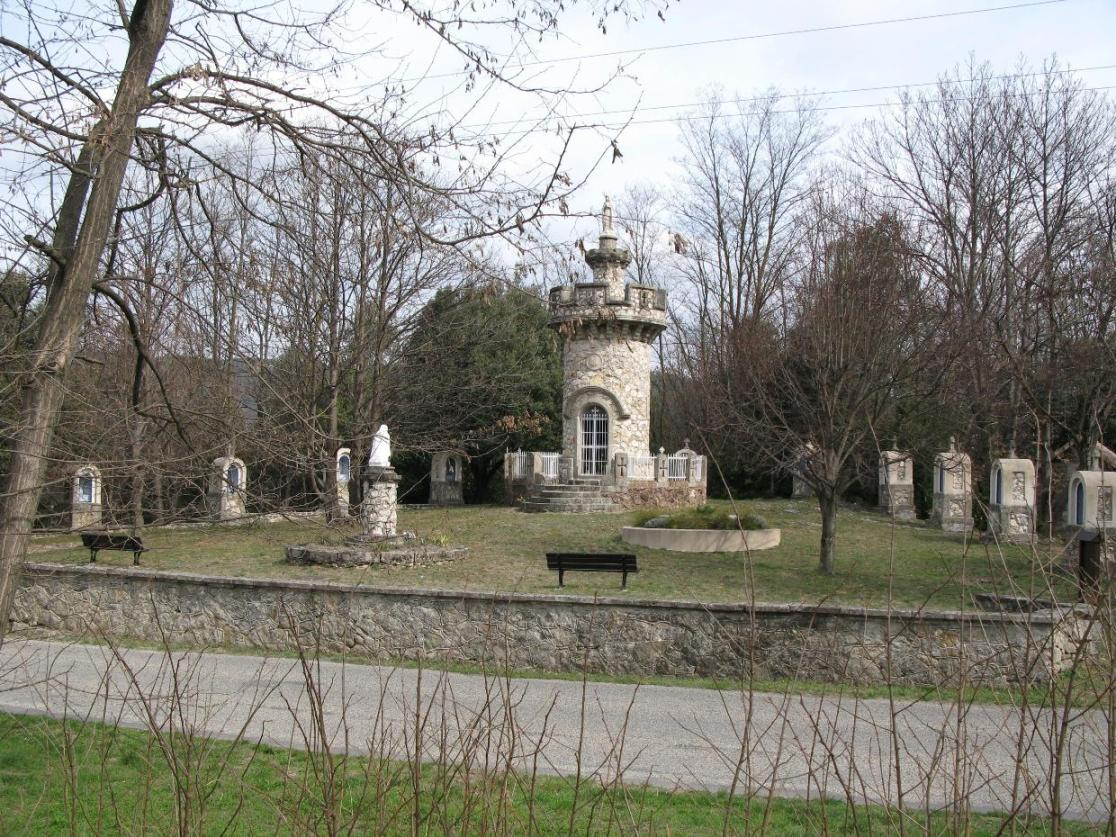
Le sanctuaire de Notre-Dame-de-Lourdes (ou Rosaire).
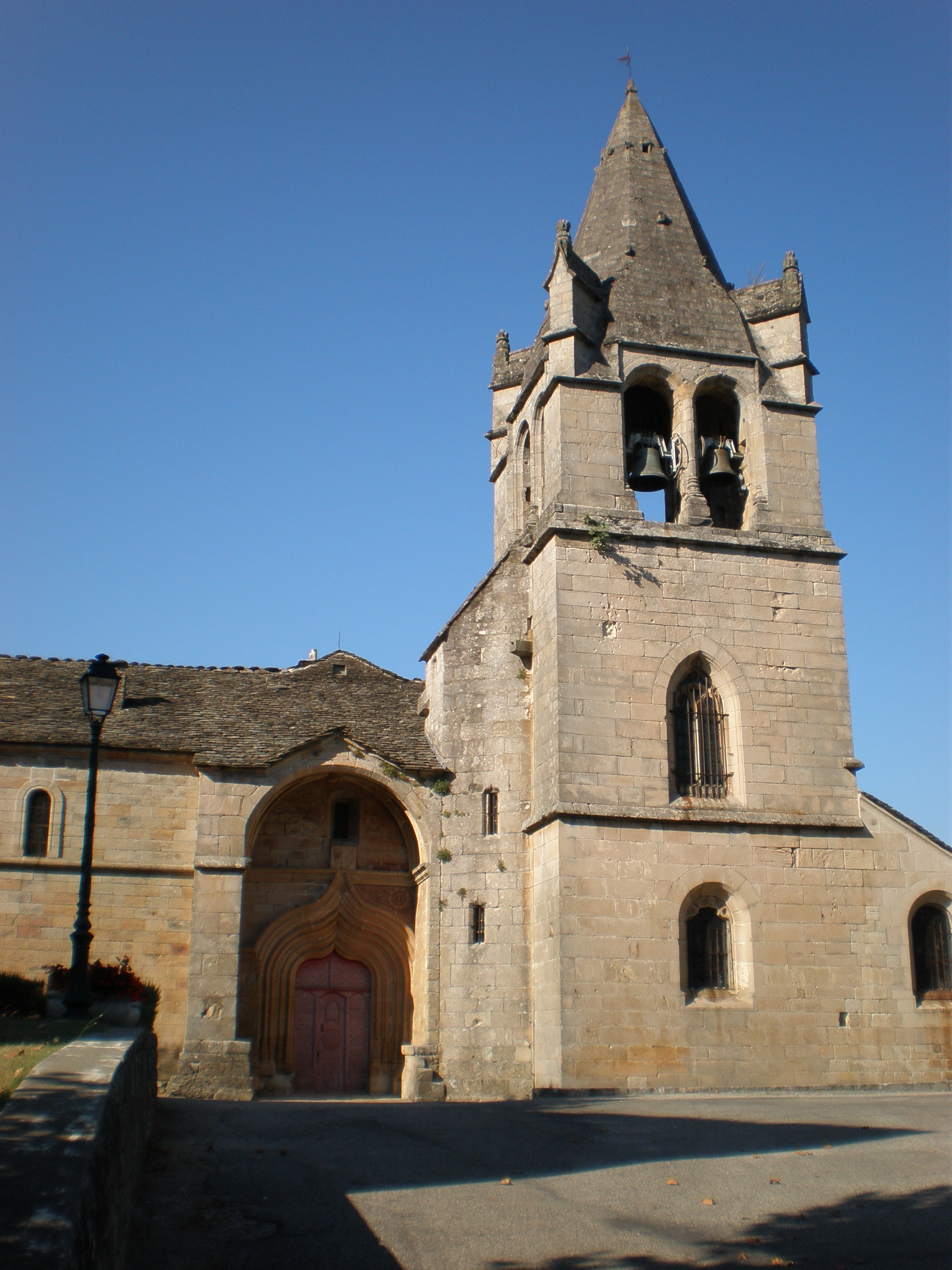
L'église Saint-Victor de Gravières.
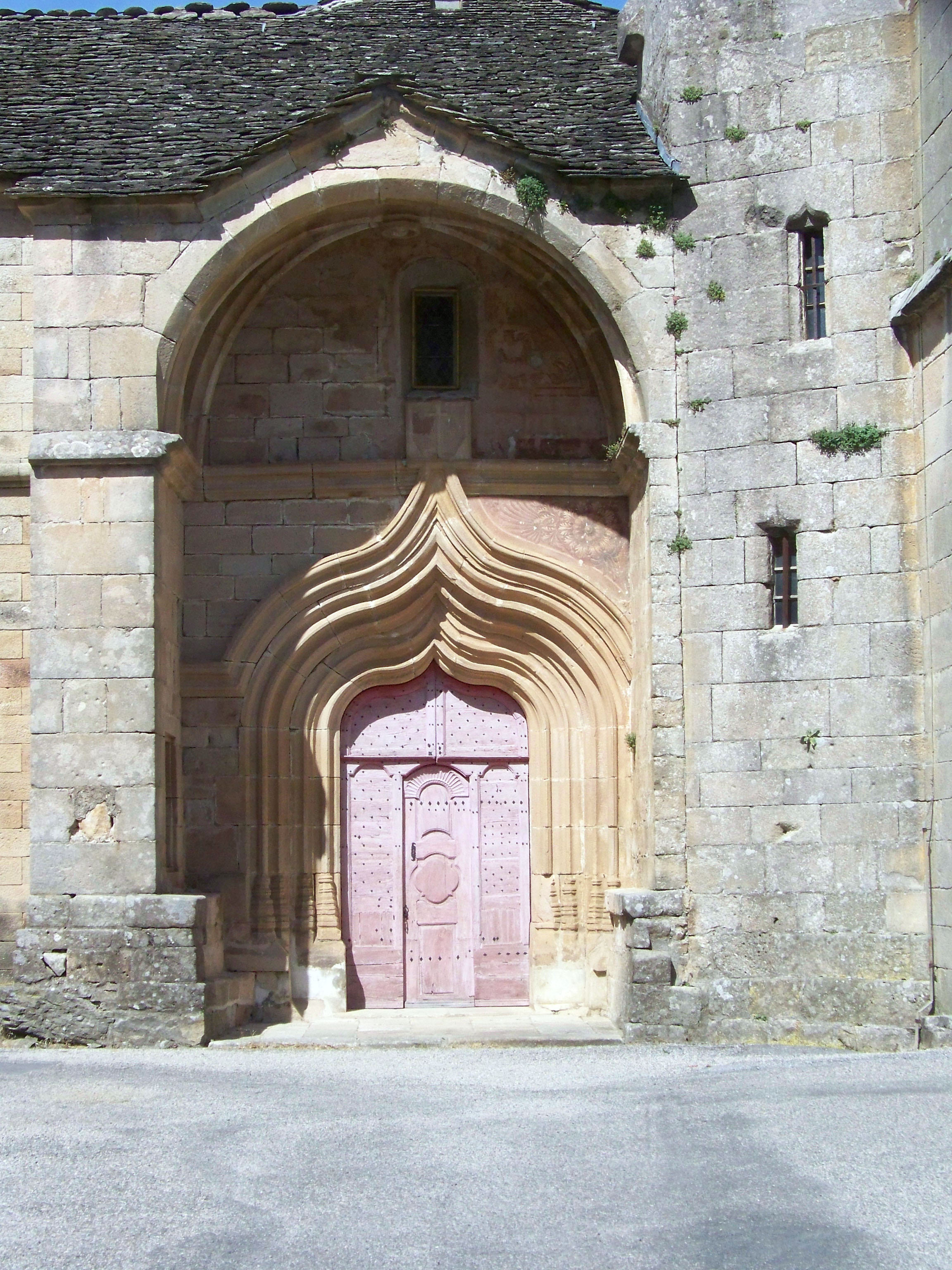
Le porche.

### Héraldique
| Blason de Gravières | Blason  | D'argent, à la fasce losangée d'argent et de gueules. |
| Blason de Gravières | Détails | Le statut officiel du blason reste à déterminer.      |